# Championnats de Tchéquie de squash
Les Championnats de République tchèque de squash sont une compétition de squash individuelle organisée par la Fédération tchèque de squash. Ils se déroulent chaque année depuis 1993.
Jan Koukal détient le record de victoires masculines avec 18 titres. Jana Šmeralová détient le record de victoires féminines avec 9 titres.

## Palmarès

### Hommes
- 2025 : Viktor Byrtus[2]
- 2024 : Jakub Solnický[3]
- 2023 : Jakub Solnický[4]
- 2022 : Jakub Solnický[5]
- 2021 : Daniel Mekbib[6]
- 2020 : Daniel Mekbib[7]
- 2019 : Daniel Mekbib[8]
- 2018 : Daniel Mekbib[9]
- 2017 : Jan Koukal[10]
- 2016 : Jan Koukal
- 2015 : Jan Koukal
- 2014 : Jan Koukal
- 2013 : Jan Koukal
- 2012 : Jan Koukal
- 2011 : Jan Koukal
- 2010 : Jan Koukal
- 2009 : Pavel Sládeček[11]
- 2008 : Jan Koukal
- 2007 : Jan Koukal
- 2006 : Jan Koukal
- 2005 : Jan Koukal
- 2004 : Jan Koukal
- 2003 : Jan Koukal
- 2002 : Jan Koukal
- 2001 : Jan Koukal
- 2000 : Jan Koukal
- 1999 : Jan Koukal
- 1998 : Miloš Pokorný
- 1997 : Miloš Pokorný
- 1996 : Petr Spůrek
- 1995 : Petr Spůrek
- 1994 : Miloš Pokorný
- 1993 : Karel Bláha

### Femmes
- 2025 : Karolína Šrámková[2]
- 2024 : Karolína Šrámková[3]
- 2023 : Olga Kolářová[4]
- 2022 : Anna Serme[5]
- 2021 : Anna Serme[6]
- 2020 : Anna Serme[7]
- 2019 : Olga Kolářová[8]
- 2018 : Anna Serme[12]
- 2017 : Zuzana Kubáňová[10]
- 2016 : Olga Kolářová
- 2015 : Lucie Fialová
- 2014 : Olga Ertlová
- 2013 : Olga Ertlová
- 2012 : Lucie Fialová
- 2011 : Lucie Fialová
- 2010 : Lucie Fialová
- 2009 : Olga Ertlová[11]
- 2008 : Lucie Fialová
- 2007 : Lucie Fialová
- 2006 : Jana Šmeralová
- 2005 : Jana Šmeralová
- 2004 : Jana Šmeralová
- 2003 : Jana Šmeralová
- 2002 : Jana Šmeralová
- 2001 : Jana Šmeralová
- 2000 : Jana Šmeralová
- 1999 : Jana Šmeralová
- 1998 : Jana Šmeralová
- 1997 : Ilona Smrtová
- 1996 : Ilona Smrtová
- 1995 : Iveta Hrdlicová
- 1994 : Ilona Smrtová
- 1993 : Ilona Smrtová